# راینهارد مجگل
راینهارد مجگل (انگلیسی: Reinhard Majgl؛ زادهٔ ۴ دسامبر ۱۹۴۹) بازیکن فوتبال اهل آلمان است.
از باشگاه‌هایی که در آن بازی کرده‌است می‌توان به باشگاه فوتبال اس‌سی فورتونا کلن، باشگاه فوتبال بوخوم، باشگاه فوتبال اوپن، و باشگاه فوتبال شوارتز-وایس اسن اشاره کرد.